# Педраиду
Педраиду (порт. Pedraído) — район (фрегезия) в Португалии, входит в округ Брага. Является составной частью муниципалитета Фафе. Находится в составе крупной городской агломерации Большое Минью. По старому административному делению входил в провинцию Минью. Входит в экономико-статистический субрегион Аве, который входит в Северный регион. Население составляет 321 человек на 2001 год. Занимает площадь 4,47 км².
Покровителем района считается Сан-Бенту (порт. São Bento).